# 陳沆
陳沆（1785年—1826年），原名学濂，字太初，号秋舫。湖北蕲水（今浠水县）人。嘉庆二十四年（1819年）己卯恩科状元。

## 生平
生于清乾隆五十年（1785年），嘉庆二十四年（1819年）中状元，授翰林院修撰。卒于道光六年（1826年）。
有《简学斋诗集》（进士魏源序）、《簡學齋詩存》、《简学斋试律续抄》（进士李恩庆序）、现代版《陈沆集》等。

## 家庭
- 弟陳澐。
- 曾孙光緒二十九年癸卯进士陳曾壽。